# Syypää sun hymyyn
Syypää sun hymyyn è il terzo singolo del rapper finlandese Cheek assieme a Yasmine Yamajako, pubblicato dalla Liiga Music Oy nell'estate 2012. Dalla canzone è stato tratto un video musicale, registrato da Joonas Laaksoharju
Il singolo è entrato nella classifica dei singoli più venduti nella 20ª settimana e raggiunse la seconda posizione, stando nella classifica per 28 settimane mentre nella classifica dei singoli più scaricati ha raggiunto la prima posizione e rimase nell'elenco per 28 settimane.

## Tracce
1. Syypää sun hymyyn (feat. Yasmine Yamajako) – 3:47

## Classifiche
| Classifica           | Massima posizione |
| -------------------- | ----------------- |
| Finlandia            | 2                 |
| Finlandia (digitale) | 1                 |